# 古墓丽影 (2001年电影)
是一部2001年上映的动作冒险电影，由西蒙·韦斯特执导，主演为安吉丽娜·朱莉。影片改编自Core Design制作的古墓丽影游戏。

## 劇情
冒險家蘿拉的父親有著一段過去將引領蘿拉面對有史以來最大的挑戰：具有改變時間與空間的神祕古物光三角，但遭到計畫統治世界的光明會覬覦，蘿拉為了搶先找到光三角，必須跨越全世界各大洲，應付凡人無法想像的危機，蘿拉是否能順利的找到神秘光三角，拯救全世界呢?

## 演员
| 演員              | 角色                                    |
| ----------------- | --------------------------------------- |
| 安吉丽娜·朱莉     | 劳拉·克罗夫特 Lara Croft                |
| 乔恩·沃伊特       | 理查德·克罗夫特 勋爵 Lord Richard Croft |
| 丹尼尔·克雷格     | 亚历克斯·韦斯特 Alex West               |
| 伊恩·格雷         | 曼弗雷德·鲍威尔 Manfred Powell          |
| 诺亚·泰勒         | 布赖斯 Bryce                            |
| 理查德·約翰遜     | Distinguished Gentleman                 |
| 克里斯·貝瑞       | Hillary                                 |
| 朱立安·萊恩－圖特 | Mr. Pimms                               |
| 萊斯里·菲利浦斯   | 威爾森 Wilson                           |

## 製作
本片的主體拍攝於2000年7月31日開始，拍攝地包含伦敦、英格兰、冰岛和柬埔寨。

## 发行

### 票房
本片的首映票房为4820万美元，使得本片成为派拉蒙首映票房第二高的影片，同时也是2001年首映票房第五高的影片。本片保持了北美地区游戏改编电影最高票房纪录约15年，此纪录直到2016年才被《魔兽电影版》打破。